# MAVEN
MAVEN is een Amerikaanse onbemande ruimtevlucht naar Mars uit 2013. De afkorting MAVEN staat voor Mars Atmospheric and Volatile EvolutioN. Het doel van deze missie is atmosferisch onderzoek, om grote klimaatveranderingen die op Mars in de loop der tijd plaatsvonden, beter te kunnen begrijpen. Het is het tweede project uit NASA's Mars Scout programma, dat kleinere en goedkopere missies beoogt.

## Onderzoeksdoelen
MAVEN doet onderzoek naar de bovenste atmosfeerlagen, de ionosfeer en bekijkt hoe deze reageren op de zon en de zonnewind. De door de sonde verzamelde gegevens bieden deskundigen nieuwe inzichten over het verleden van de Martiaanse atmosfeer, verloop van het klimaat, aanwezigheid van vloeibaar water en of er ooit leven mogelijk was. Hiertoe bekijken wetenschappers hoe de dampkring vluchtige elementen verliest aan de ruimte. Met name koolstofdioxide (CO2), moleculaire stikstof (N2) en waterdamp (H2O) zijn interessant. MAVEN is de eerste verkenner met atmosferisch onderzoek als primaire taak.

### Mars in het verre verleden
MAVENs missie biedt beter inzicht in de grote klimaatsveranderingen die de rode planeet tijdens zijn bestaan doormaakte. Miljarden jaren geleden bood Mars mogelijk de juiste leefomstandigheden voor microorganismen. Door een aanzienlijke klimaatverandering verdween het grootste deel van de dampkring en daarmee het vloeibare water aan de oppervlakte. Door MAVEN kan de wetenschap nauwkeuriger bepalen op welke wijze en in welk tempo atmosferische gassen verloren gaan in de ruimte. Dit zorgt voor een beter begrip over hoe dit het toenmalige klimaat, geologische en geochemische omstandigheden destijds beïnvloedde. Hierdoor kan men nauwkeuriger bepalen, of op de rode planeet ooit leven mogelijk was.

## Constructie

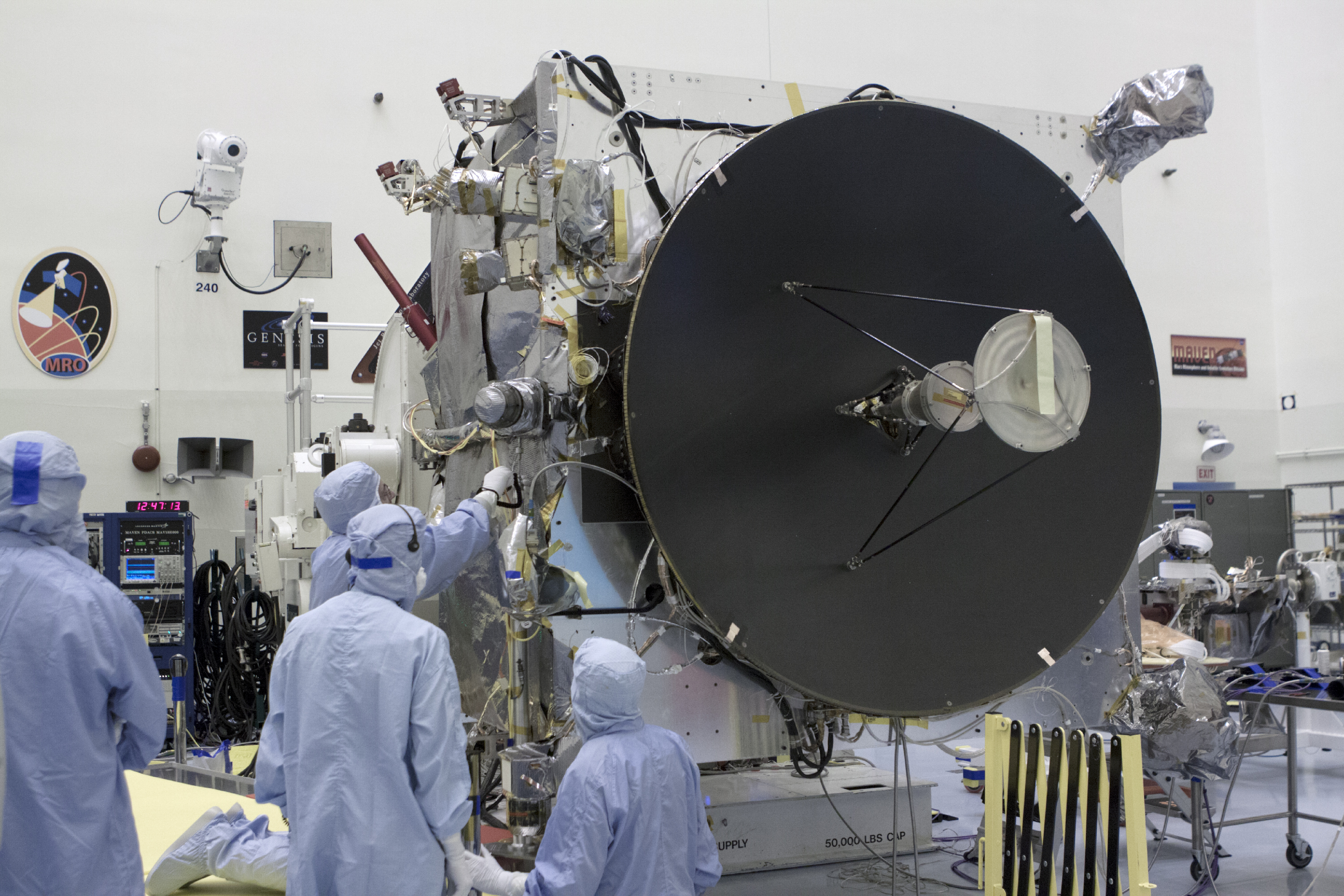
De MAVEN tijdens bouw, zonder zonnepanelen

### Opbouw

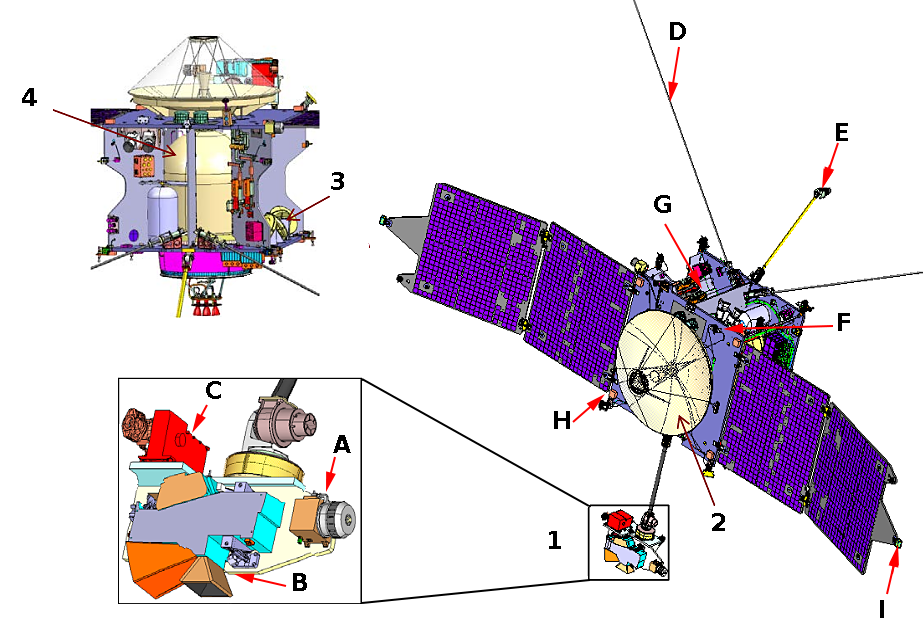
Opbouw van Maven. A=STATIC, B=IUVS, C=NGIMS, D=SWEA, E=LPW, F=EUV, G=SWIA, H=SEP, I=MAG. 1=draaibaar instrumentenplatform, 2=schotelantenne, 3=reactiewielen voor standregeling, 4=brandstoftank

MAVEN is in totaal 3,47 m hoog en 2,29 m breed. De basisstructuur is een kubusvorm van 2,30 m x 2,30 m x 2,00 m met twee zonnepaneelvleugels. De kubus bestaat uit aluminium honingraatpanelen afgedekt door grafiet-composiet panelen. In het midden is de brandstoftank met een diameter van 1,30 m en een capaciteit van 1640 kg hydrazine aangebracht.
Met uitgeklapte zonnepanelen bedraagt de spanwijdte 11,43 m. De vier zonnepanelen beslaan een oppervlakte van 12 m² en zijn uitgerust met meer dan 2000 zonnecellen. In de nabijheid van Mars wekken deze (afhankelijk van baanpositie) 1150 à 1700 W op. Deze voorzien twee lithium-ion-accu's met een capaciteit van elk 55 Ah van elektriciteit. De zonnepanelen hebben een meeuwenvleugelvorm met een knik van 20°, om aerodynamische stabiliteit tijdens duiken in de atmosfeer te verschaffen.
Een schotelantenne van 2 m diameter onderhoudt contact met de Aarde. Maximale bitrate bedraagt 550 kpbs. Bovendien beschikt de sonde over een 6½ kg wegende UHF-installatie, om radiosignalen van diverse landers en rovers door te seinen. Eerder gestuurde ruimtevaartuigen functioneerden veel langer dan verwacht en overschreden hun verwachte technische levensduur. De Mars Reconnaissance Orbiter, 2001 Mars Odyssey, Opportunity en Curiosity doen daarom een beroep op de radioapparatuur van MAVEN. Iedere 3½ dag onderbreekt MAVEN de observaties om vijf uur lang de verzamelde gegevens via het DSN naar de Aarde te sturen. Tussentijds kan MAVEN tot 32 gigabit aan gegevens opslaan. Tijdens een omloop verzamelt MAVEN 3 gigabit aan gegevens.

### Standregeling

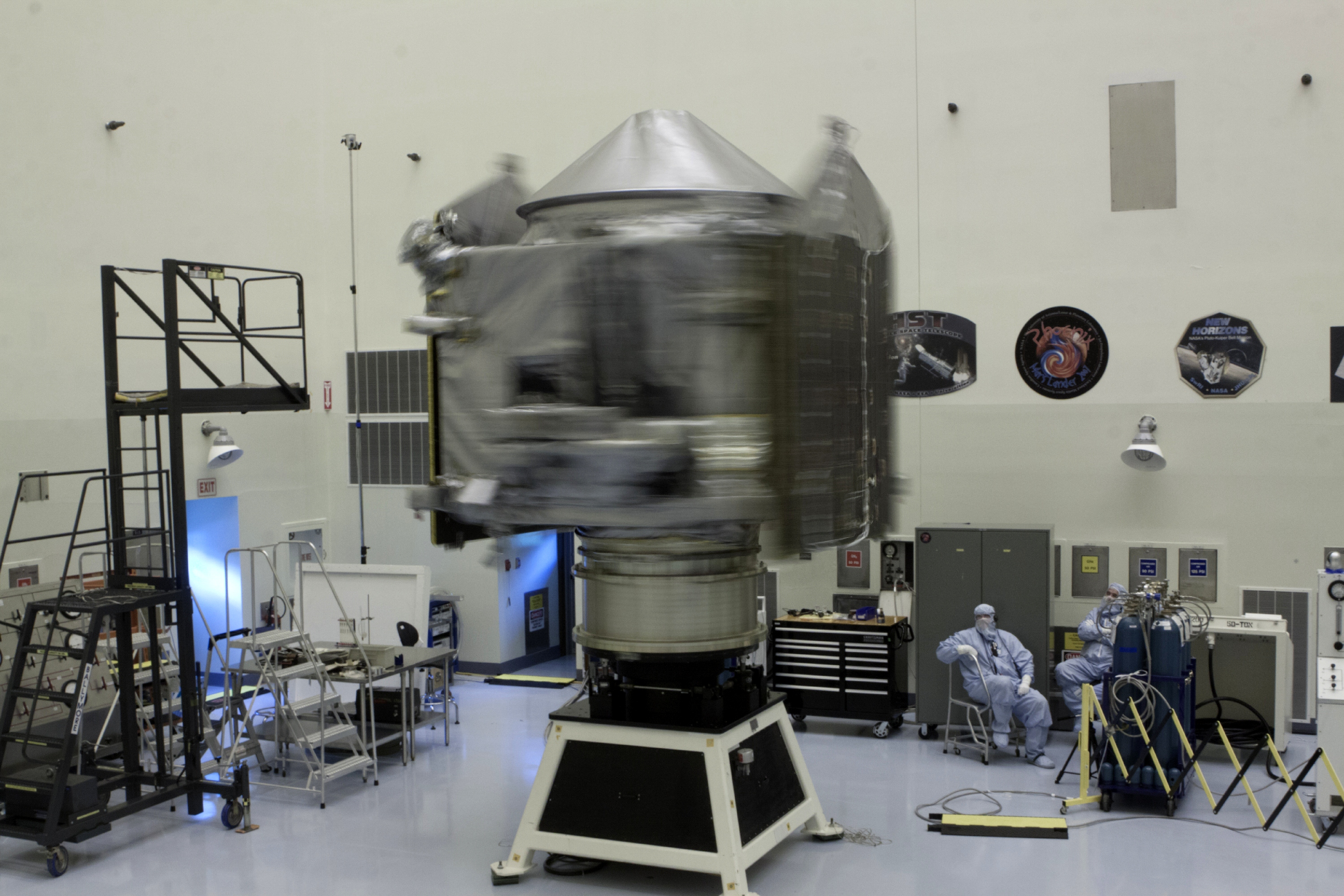
Een technische test om te controleren of MAVEN tegen voortdurend roteren bestand is.

Het standregelsysteem bestaat uit vier reactiewielen en ringlasergyroscopen. Twee sterrenzoekers verschaffen informatie over de positie van het vaartuig. Als MAVEN onverhoopt technische problemen ondervindt, richt het middels twee zonnezoekers zijn zonnepanelen op de zon. Dit voorkomt dat de accu's snel leegraken en de verkenner verloren gaat.

### Gewicht
Leeg heeft het vaartuig een massa van 809 kg, afgetankt 2454 kg. De massa van de wetenschappelijke instrumenten is relatief gering met 65 kg. De wetenschappelijke leiding over MAVEN is in handen van het Laboratory for Atmospheric and Space Physics van de Universiteit van Colorado.

### Instrumenten
MAVEN is uitgerust met de volgende instrumenten:
- MAG - magnetometer. Dit instrument meet de richting en sterkte van het interplanetaire magnetisch veld, het door Mars opgewekte magnetisch veld en plaatselijke veldsterkte van de Marskorst. MAG bestaat uit twee magnetometers, aan het verlengde uiteinde van beide zonnepanelen. Het meetbereik is instelbaar: +/- 65.536 nT voor systeemtesten op de grond, +/- 2048 nT met een nauwkeurigheid van ± 0,06 nT voor metingen aan de Marskorst en +/- 512 nT met een nauwkeurigheid van 0,015 nT voor meting van de zonnewind.[9]
- IUVS - Ultravioletspectrograaf, voor het maken van 3-D-profielkaarten van de bovenste atmosfeerlagen en de Mars-ionosfeer. Op hoogtes van 225 tot 100 km speurt IUVS naar waterstof, koolstof, stikstof, zuurstof, koolmonoxide en koolstofdioxide.[10]
- LPW - Langmuir sonde en golven. Deze meet de eigenschappen van de ionosfeer, verhitting van de bovenste atmosfeerlagen en de hoeveelheid EUV (Extreme UltraViolet) straling. Het bestaat uit een EUV-sensor en een paar masten met een lengte van 7 meter. Tijdens periapsis wordt iedere twee seconden een meting verricht. Laagfrequente elektrische velden tussen 0,05 en 10 Hz en hoogfrequente velden tussen 90 kHz en 1,6 MHz. De EUV-sensor is een driekanaals fotometer en meet op 0,1 tot 7 nm, 17 tot 22 nm en 121,6 nm. Deze neemt voortdurend metingen.[11]
- NGIMS - Neutrale gassen- en ionen-massaspectrometer. Dit instrument meet tot op 500 km hoogte de tijdens de missie optredende veranderingen in de atmosfeer.[12]
- SEP - Meter voor geladen zonnedeeltjes, die de uitwerking daarvan op de atmosfeer van Mars onderzoekt. Het meetbereik voor elektronen loopt van 25 keV tot 1 MeV; dat voor protonen ligt tussen 25 keV en 6 MeV. De frequentie van deze metingen is afhankelijk van de baan van MAVEN ten opzichte van het Marsoppervlak. Tot 300 km is dit iedere twee seconden mogelijk, tussen 300 en 800 km iedere acht seconden en boven de 800 km neemt een meting 32 seconden in beslag.[13]
- SWEA - Instrument om energie en verdeling van zonnewind en elektronen in de ionosfeer te meten. Deze is bevestigd op een 1,75 m lange mast aan de achterkant van de sonde en kan op twee manieren metingen verrichten. Tot 500 km legt het iedere twee seconden gegevens vast, boven de 500 km iedere acht seconden. Het meetbereik ligt tussen 5 eV en 5 keV.[14]
- STATIC - Dit instrument meet de eigenschappen van uit de Marsatmosfeer ontsnappende ionen en de daarbij gepaard gaande processen. Het meetbereik loopt van 0,1 tot 10 eV, 5 tot 100 eV en 100 tot 20000 eV. De nadruk ligt op het waarnemen van positieve ionen van elementaire zuurstof (O), moleculaire zuurstof (O2), koolstofdioxide (CO2) en elementaire waterstof (H).[15]
- SWIA - Instrument voor het meten van de hoeveelheid zonnewind-ionen die de Marsatmosfeer binnendringen. Daarnaast kijkt dit instrument naar de eigenschappen van plasma in de directe omgeving van Mars. Metingen vinden plaats met tussenpozen van vier seconden en dit instrument functioneert continu, behalve als MAVEN een diepe duik maakt. Het meetbereik voor energie loopt van 5 tot 25000 eV, de deeltjessnelheid van 30 tot 2000 km/sec en de deeltjesdichtheid van 0,1 tot > 100 deeltjes per cm3.[16]

### Kosten
De kostenraming voor deze missie bedraagt 671 miljoen dollar. De missiekosten worden begroot op ± 485 miljoen dollar; de lanceerkosten bedroegen ± 187 miljoen dollar.

## Vluchtverloop

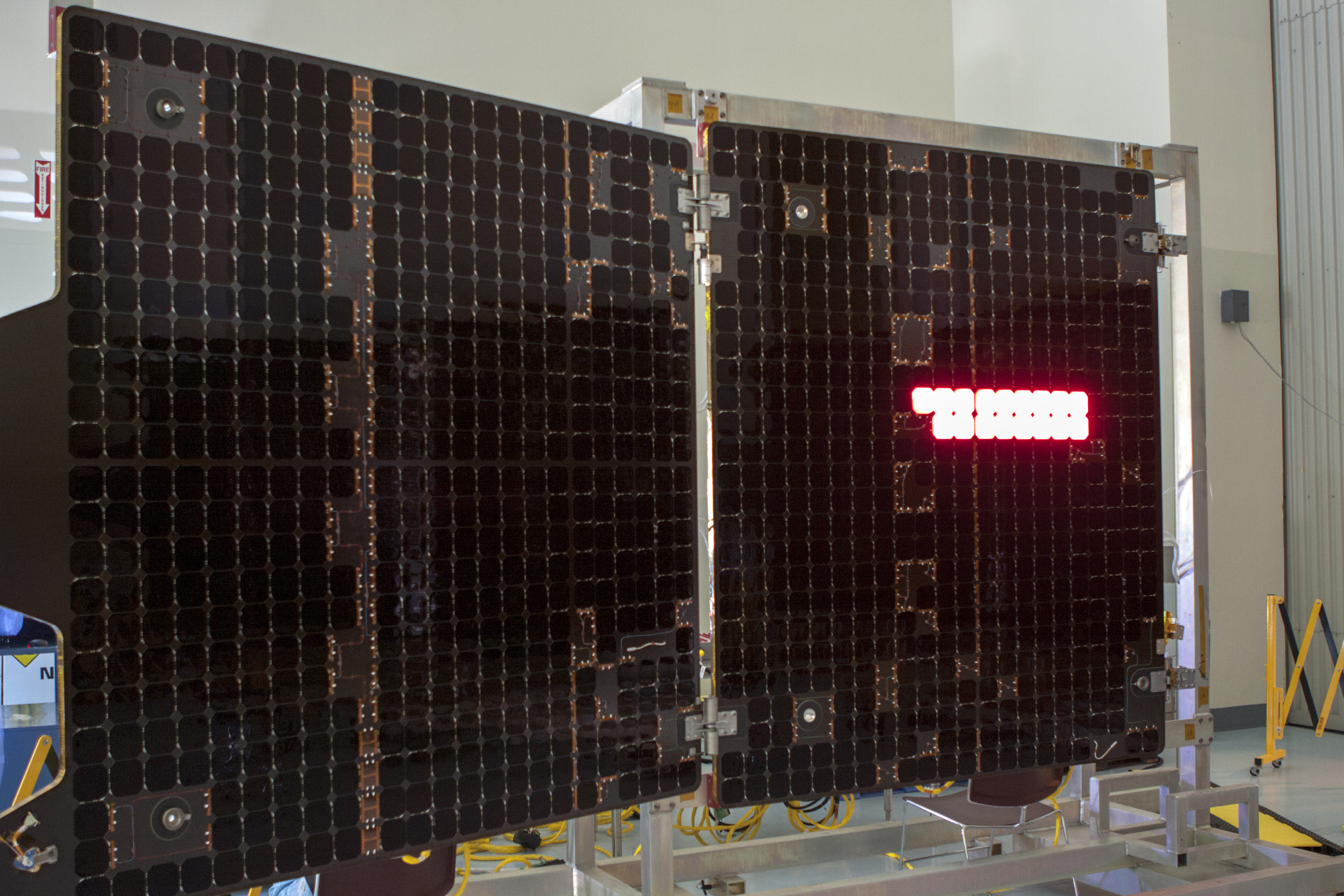
Een zonnepaneel tijdens een test. MAVEN is uitgerust met geknikte zonnepanelen, omdat de sonde enkele malen de Marsatmosfeer induikt.

### Lancering
MAVEN werd gelanceerd op 18 november 2013 met behulp van een Atlas V-draagraket in de 401-configuratie zonder hulpmotoren en met een eenmotorige Centaur als laatste trap vanaf Cape Canaveral Air Force Station. De vlucht naar Mars verliep voorspoedig en op 22 september bereikte de verkenner de rode planeet.

### Afremmanoeuvre en verlenging missie
Op een hoogte van 380 km boven de Martiaanse noordpool ontbrandden de motoren gedurende 33 minuten. Hierbij verbruikte MAVEN ruim de helft van de beschikbare brandstof. In eerste instantie bedroeg de omlooptijd in de voorlopige baan 35 uur. Voor wetenschappelijke waarnemingen was een omloopbaan van 4½ uur vereist. Gedurende zes weken testte de vluchtleiding de instrumenten en voerde baancorrecties door. Daarna nam de missie een aanvang, waarvoor een jaar is uitgetrokken.
MAVEN draait in een elliptische baan met een apoapsis van meer dan 6000 km, een periapsis van 150 km en een inclinatie van 75°. Tijdens apoapsis brengt de sonde geheel Mars in ultraviolet licht in kaart. Tijdens periapsis doorkruist MAVEN de bovenste atmosfeerlagen en onderzoekt de samenstelling van ionen en gassen. Het waarnemingsprogramma voorziet in vijf diepere duiken in de atmosfeer met een periapsis van 125 km om lagere gedeelten van de dampkring te bestuderen. Vlakke zonnepanelen zouden de aerodynamica verstoren, de meeuwenvleugelvorm stabiliseert MAVEN.
Toen de oorspronkelijk geplande wetenschappelijke missiedoelen na een jaar waren volbracht, functioneerde de sonde nog naar wens. Dit bood de gelegenheid om de atmosfeer tijdens een volledig Marsjaar (98 weken) te volgen. Toen NASA de missie nogmaals verlengde, werd periapsis opgetrokken tot 220 km. Vanaf deze hoogte fungeerde MAVEN als doorzendstation voor Marslanders en kon hij zes jaar aanvullend onderzoek verrichten met een minimaal brandstofverbruik.
In januari 2021 besloot NASA MAVEN in te zetten als doorzendstation voor Perseverance, onderdeel van de Mars 2020-missie. Als voorbereiding hiertoe verlaagde de sonde het hoogste punt van zijn omloopbaan. Tijdens perioden dat MAVEN niet functioneert als doorgeefluik, blijft het vaartuig de bovenste atmosfeerlagen van de rode planeet onderzoeken, in samenhang met andere orbiters. Naar inschatting van de Amerikaanse ruimtevaartorganisatie kan MAVEN tot minimaal 2030 dienst doen met de resterende hoeveelheid brandstof aan boord.
In april 2022 verlengde NASA de missie nogmaals met drie jaar (EM5). MAVEN onderzoekt dan de wisselwerking tussen de atmosfeer en het magnetisch veld van Mars. Doel hiervan is een beter begrip van de interactie van zowel magneetveld als atmosfeer met de Zon, tijdens het bereiken van het maximum van de elfjarige zonnecyclus. Bovendien kan MAVEN zo als waarschuwingsstation fungeren voor andere orbiters en rovers.

### In omloopbaan
De ingebouwde veiligheidsmodus bleek geen overbodige luxe. Op 19 november 2014 viel MAVEN door een timingprobleem terug in veiligheidsmodus. De sonde schakelde daarop alle wetenschappelijke instrumenten uit. Op 28 november hervatte de verkenner de waarnemingen.
Een maand daarvoor zochten Mars Odyssey, Mars Reconnaissance Orbiter en MAVEN dekking achter de rode planeet, toen komeet C/2013 A1 Siding Spring langs scheerde. Het risico op fatale botsingen met uiterst snelle stofdeeltjes was iets waar NASA het trio liever niet aan blootstelde. Wel bood dit voorval een unieke kans om de gevolgen van uitgestoten komeetgassen en komeetstof op de Martiaanse atmosfeer te bestuderen. De UV-spectrometer toonde magnesium- en ijzerionen in de atmosfeer aan na de passage van C/2013 A1. Het NGIMS-instrument stelde de samenstelling van komeetstof in de Martiaanse dampkring vast. SEP nam sterke zonneactiviteit waar, zowel zonnevlammen als plasmawolken van de zon richting Mars. Ook leverde MAVEN een kaart op van de ozonlaag in de lagere atmosfeerlagen. Daarnaast bood de sonde een blik op ontsnappende elementen uit de dampkring en bracht het verlies van elementaire zuurstof, koolstof en waterstof in kaart.

## Resultaten

### Nachtgloed
MAVEN's UV-opnamen laten zien dat de Marsatmosfeer in UV oplicht door stikstofmonoxide. Oorzaak zijn chemische reacties die tijdens daglicht plaatsvinden. Door de Zon uitgestraald UV-licht breekt stikstof- en koolstofdioxidemoleculen af. De overblijvende atomen worden opgepikt door de wind en op grote hoogte door de gehele atmosfeer verspreid. Aan de nachtzijde laat de wind deze atomen dalen. Hierdoor botsen stikstof- en zuurstofatomen met elkaar en vormen stikstofmonoxidemoleculen. Tijdens dit proces komt energie vrij, dat zich als UV-licht manifesteert.

### Zonnewind sloopt atmosfeer
De afbraak van de Martiaanse atmosfeer door de zonnewind verergert tijdens zonnestormen. In maart 2015 teisterde een serie zonnestormen de planeet; de sonde merkte op dat het atmosfeerverlies hierdoor toenam. Het gemiddelde verlies dat MAVEN waarnam bedroeg 100 gram per seconde. Miljarden jaren geleden was de nog jonge Zon aanmerkelijk actiever met fellere zonnestormen. Dit wijst er op dat Mars in het verre verleden een dikkere atmosfeer bezat, met mogelijk vloeibaar water aan het oppervlak. Het proces van zonnestormen en atmosfeerverlies is dus verantwoordelijk voor een grootschalige klimaatverandering op de rode planeet. Tijdens zonnestormen neemt het verlies met een factor tien tot twintig toe. Toen Mars zijn beschermende magnetisch veld verloor, brak de zonnewind binnen enkele honderden miljoenen jaren de toen nog dikkere atmosfeer af tot de huidige ijle laag die de planeet omhult.

### Verlies van waterstof
Het verlies aan waterstof hoog in de atmosfeer (afkomstig van waterdamp uit de lagere atmosfeerlagen) verloopt met pieken en dalen. Dat is aanmerkelijk hoger tijdens perihelium en neemt sterk af tijdens aphelium. Het verschil bedraagt een factor tien. Door inwerking van zonlicht op een watermolecuul (H2O)
breken de twee waterstofatomen (H) af van het zuurstofatoom (O). In eerste instantie leek het verlies constant, maar Hubble vond aanwijzingen dat dit proces niet geleidelijk plaatsvond. MAVEN heeft het verlies tijdens een volledig Marsjaar gemeten. De hoeveelheid zonlicht die de rode planeet ontvangt kan door zijn sterk elliptische baan gedurende een Marsjaar met 40% variëren. Bovendien veroorzaakt perihelium turbulentie in de Martiaanse dampkring, met onder andere stofstormen als gevolg. Deze stormen transporteren de watermoleculen naar grote hoogtes. Daarnaast oefenen zonnecycli vermoedelijk invloed op dit proces uit.

### Interplanetair stof
Daarnaast rapporteerde MAVEN stofkorrels op hoogtes variërend van 150 tot 1000 km. De verkenner werd door duizenden stofkorrels getroffen, die volgens de vluchtleiding niet van Mars zelf afkomstig zijn. Men vermoedt dat het stof de bron vormt van een laag metaalionen in de ionosfeer.

### Mogelijke antwoorden over Marsatmosfeer op Phobos, Japanse MMX-missie
Na analyse van door MAVEN verzamelde data bleken bepaalde antwoorden omtrent de Marsatmosfeer mogelijk op Phobos aanwezig. Phobos draait in synchrone rotatie rond Mars. Aan het oppervlak van de naar de planeet toegekeerde zijde van het maantje ligt mogelijk materiaal, dat uit de atmosfeer van de rode planeet afkomstig is. Deze zijde van het maantje vangt 20 tot 100 zoveel van dit materiaal op als de van Mars afgekeerde kant. Met een bodemmonster uit de bovenste lagen is zo de samenstelling van de Marsatmosfeer in vroeger tijden herleidbaar. In de diepere lagen kan de samenstelling van Phobos zelf in diens verleden worden nagegaan.
Japan wil in 2024 naar Mars vliegen met MMX (Martian Moons Exploration). De wetenschap hoopt er zo onder meer achter te komen, of Phobos en Deimos door Mars' zwaartekracht ingevangen planetoïden zijn, of dat ze ontstonden uit rotsachtig materiaal, veroorzaakt door een inslag op Mars in het verre verleden. MMX moet een rover afzetten en een terugkeercapsule met minstens 10 gram bodemmateriaal van Phobos keert dan volgens planning in 2029 naar de Aarde terug.